# 小川博司
小川博司（日语：／ Ogawa Hiroshi，1950年或1951年—2013年8月7日），日本男性動畫師、人物設計師。

## 來歷、人物
1976年，小川博司自東京設計師學院（現東京酷日本專門學校）畢業後，加入土田製作公司。1986年土田製作公司解散後，他成立了501工作室。隨後，他於1987年至1988年在太平洋動畫公司工作，從1989年起，他作為自由工作者主要參與SHIN-EI動畫作品的製作。自2006年起，他也擔任京都精華大學漫畫學院動畫學系教授。
他從《蠟筆小新》開播之初就擔任其首席作畫監督，並在1995年的特別篇裡兼任編劇、分鏡、作畫監督的工作。此後他繼續參與，但在2007年7月左右離開製作團隊，導致該系列失去了首席作畫監督。2012年10月，小川本人重返該系列並負責人物設定。
偶爾，他會以平假名的本名活動。
2013年8月7日上午9時20分，他因胃癌去世。享壽62歲。至今，小川的名字仍然出現在《蠟筆小新》的工作人員字幕上。

## 參加作品

### 電視動畫
1973年
- 小酋長小黑（動畫）

1976年
- 大飯桶（日语：ドカベン）（—1979年，原畫）

1977年
- 野球狂之詩（日语：野球狂の詩）（—1979年，原畫）

1980年
- 漫畫山田君（日语：おじゃまんが山田くん）（—1982年，分鏡、原畫）

1982年
- 猿飛小忍者（日语：さすがの猿飛）（—1984年，作畫監督）

1983年
- 湯匙伯母歷險記（—1984年，作畫監督）

1984年
- 魯邦三世 PARTIII（日语：ルパン三世 PARTIII）（—1985年，分鏡、演出、作畫監督）

1985年
- 霹靂貓（作畫監督）[注 1]

1986年
- 青春動畫全集（日语：青春アニメ全集）（人物設定、作畫監督）
- 相聚一刻（—1988年，作畫監督）

1987年
- 新楓葉鎮物語 棕櫚鎮篇（作畫監督）

1989年
- 救難小福星（—1990年，動畫導演）

1990年
- 我他彼此（日语：ペエスケ）（—1991年，人物設定、總作畫監督、演出）

1991年
- 妙妙殭屍（日语：どろろんぱっ!）（人物設定、總作畫監督、原畫、分鏡、演出）
- 21衛門（—1992年，作畫監督、原畫）

1992年
- 蠟筆小新（—2007年、2012年—，人物設定（原總作畫監督）、作畫監督、編劇、分鏡）

1997年
- 忍企鵝真丸（日语：忍ペンまん丸）（—1998年，OP原畫） ※曾誤記成小川博。

1998年
- 丸少爺（—1999年，分鏡） ※名義。

1999年
- 摩亞摩亞（日语：モアモア (アニメ)）（總作畫監督、分鏡） ※名義。

2001年
- 天使的尾巴（演出） ※名義。
- 野野子（日语：ののちゃん）（—2002年，人物設定） ※名義。

2005年
- 小天小天子（日语：こてんこてんこ）（—2006年，ED原畫）

2006年
- 發條武士（日语：ぜんまいざむらい）（—2010年，分鏡、作畫監督） ※名義。

### 電影動畫
1988年
- 螢火蟲之墓（原畫）

1993年
- 蠟筆小新：動感超人VS高衩魔王（人物設定）

2002年
- 劇場版 神奇寶貝：水都的守護神 拉帝亞斯和拉帝歐斯（原畫） ※名義。

2005年
- 翡翠森林狼與羊（原畫）

### 其它
- 大家的歌 『那是我的爸爸』（日语：みんなのうた）（作畫，1997年2月—3月播出）
- 蠟筆小新月曆（插圖） ※名義。
- 「隔壁的野野子（日语：ののちゃん）」（東京創元社）※（與共著）名義。

## 腳註

## 相關項目
- 土田製作公司
- SHIN-EI動畫
- 日本動畫師列表（日语：アニメ関係者一覧）